# Обањ
Обањ (фр. Aubagne) је насељено место у Француској у региону Прованса-Алпи-Азурна обала, у департману Ушће Роне.
По подацима из 2011. године у општини је живело 45.800 становника, а густина насељености је износила 834,24 становника/km².

## Демографија
| 1962.  | 1968.  | 1975.  | 1982.  | 1990.  | 2011.  |
| ------ | ------ | ------ | ------ | ------ | ------ |
| 21.211 | 27.938 | 33.595 | 38.561 | 41.100 | 45.800 |